# BOK Sportcsarnok

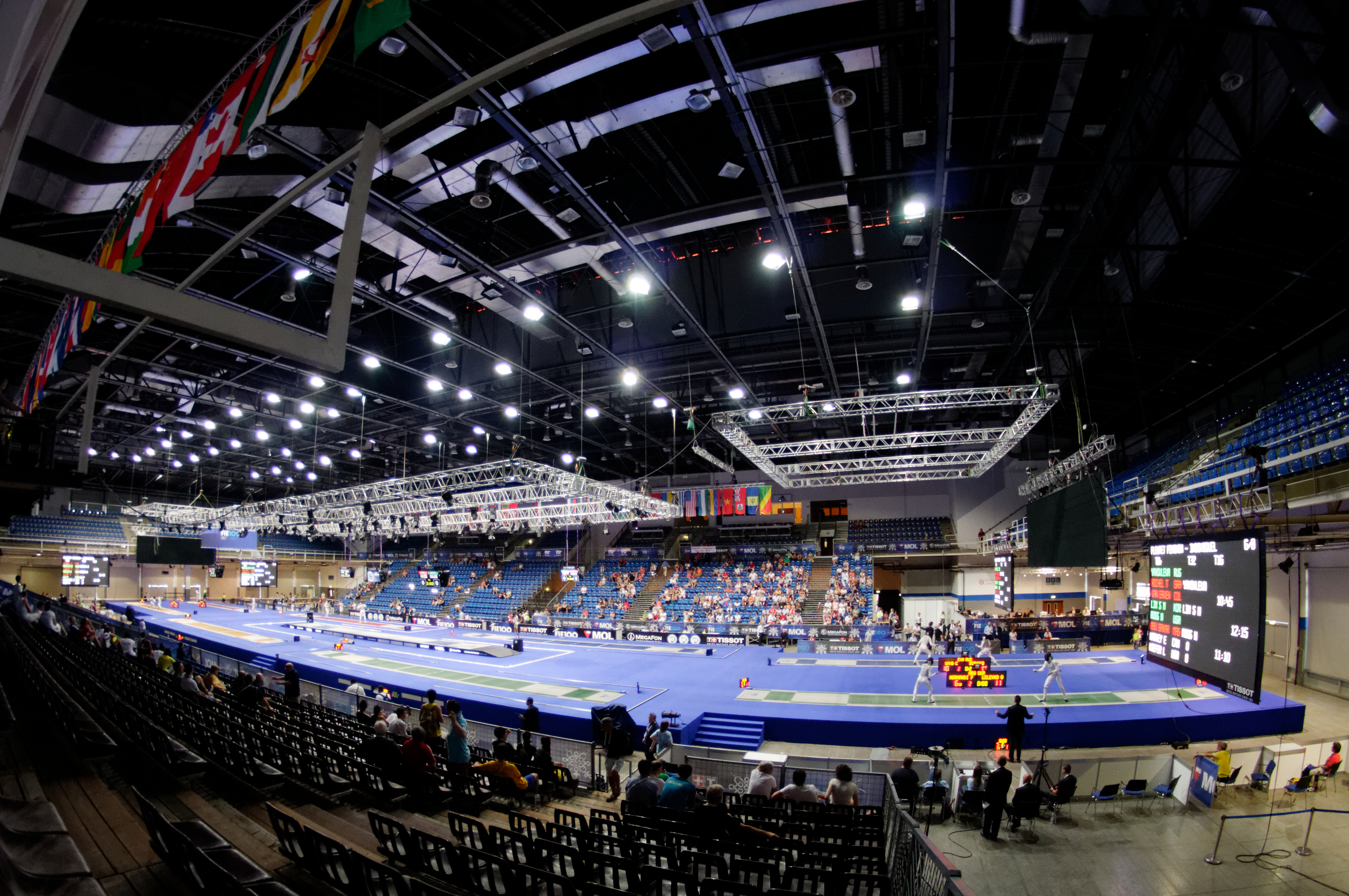
Halle A du SYMA lors du Championnats du monde d'escrime 2013.

Le BOK Sportcsarnok (« salle de sport BOK ») est une salle de sport et d'événements (conférences, salons) située dans le quartier Korábbi, à Budapest (Hongrie). Elle comporte trois halls : A (8 000 m2, 6 000 ou 10 000 places), B (5 200 m2) et C (2 800 m2).
La salle (aujourd'hui le hall B) a été construite après l'incendie du Palais des Sports de Budapest en 1999. Elle a fonctionné sous le nom de SAP csarnok (« salle SAP ») de 2000 à 2003, puis de SYMA Sport- és Rendezvényközpont (« salle de sport et d"événements SYMA ») de 2003 à 2016. Les halls A et C ont été construits en 2006. La salle a été expropriée et achetée par l'État en 2014, et renommée en BOK Sportcsarnok en 2016 (le sigle BOK signifie Budapesti Olimpiai Központ (« Centre olympique de Budapest »).

## Événements
- Championnats du monde d'escrime 2013
- Championnats d'Europe de patinage artistique 2014
- Championnat d'Europe de basket-ball féminin 2015